# Reyes indígenas de Costa Rica

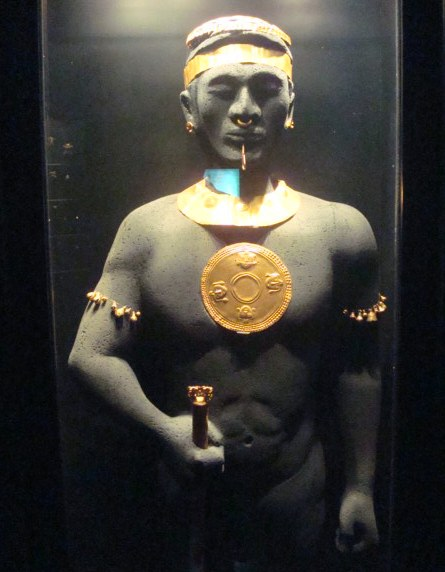
Objetos de oro de la cultura del Díquis (700-1500), procedentes del Pacífico sur de Costa Rica, colocados sobre una figura que representa a un rey indígena. Museo Nacional de Costa Rica.

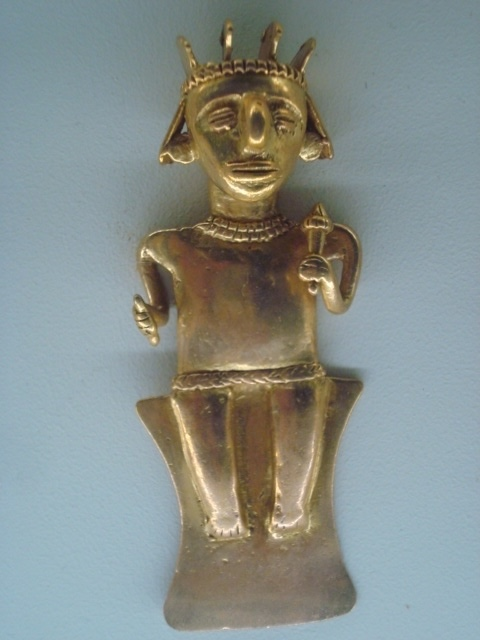
Colgante de oro que representa a un rey indígena. Subregión Caribe de Costa Rica, 300-700. Museo del Oro Precolombino. San José de Costa Rica.

Los reyes indígenas de Costa Rica son los caudillos o líderes amerindios que gobernaron los distintos reinos y cacicazgos que ocuparon la actual República de Costa Rica.

## Cacique: palabra polémica
El término cacique ―palabra de etimología taína (parcialidad de la etnia arawak)― pasó a ser un concepto aplicado por los españoles a ciertas personalidades de las culturas originarias centroamericanas, sudamericanas y caribeñas. Con este término se referían a las personas que tenían poder. Los españoles, al conocerla en esos pueblos, la emplearon equívocamente para los hombres que tenían mayor poder económico (animales, áreas de cultivo, etc.) y más esposas.
El equívoco persiste entre los no especialistas, ya que muchos llaman «cacique» a los soberanos (absolutos) de imperios (aztecas, quechuas, taínos, etc.) del mismo modo que a los jefes o líderes de pequeñas poblaciones consideradas 'sin Estado', como por ejemplo los nambikuara. Es así que vulgarmente se llama cacique a los curacas del Antiguo Perú, a los toki, longko y ülmen de los mapuche, los tuvichá de los guaraníes, etc.
Existe una obvia razón pragmática para tal tipo de generalización y reduccionismo apelando a la palabra "cacique", sin embargo el que desee entender más de lo real de cada etnia (ni que decir del sociólogo y el antropólogo) debe tener cautela con tal uso indiscriminado de la palabra "cacique".
Algunos historiadores, como Charles Mann, han objetado el uso del término «cacique» en lugar de rey para referirse a los monarcas indígenas americanos, aunque sí se utilice para denominar a los caudillos de los llamados pueblos bárbaros de la Historia europea (por ejemplo reyes de los hunos, los francos, etc.). Cacique era una voz taína que no utilizaban los indígenas del resto de las Américas y los españoles la generalizaron, aunque era como si a los reyes de Castilla se les llamase sultanes, khanes o, para el caso, cacique Fernando y cacica Isabel. Igualmente, en la Biblia se utiliza el término rey para designar a los caudillos de diversos pueblos, incluso de grupos reducidos y poblaciones muy pequeñas. Sin embargo, todavía el término «rey» se usa en castellano para referirse los monarcas de diversos tiempos y lugares; mientras los gobernantes de la América prehispánica son casi siempre catalogados como caciques, con pocas excepciones como la de los reyes mayas y los emperadores incas y aztecas.

## Caciques y reyes indígenas de Costa Rica

### SigloXVI
Reyes mencionados en el recuento del recorrido del Capitán Gil González Dávila por la vertiente del océano Pacífico (1522):
- Alorique.
- Arocora.
- Avancari (Abangares).
- Boto.
- Burica.
- Canjén (Cangel).
- Carobareque.
- Chomi (Chomes).
- Chorotega.
- Cob.
- Cochira.
- Corevisí.
- Coto.
- Cotosi.
- Daboya.
- Diriá.
- Dujura.
- Guaycara.
- Huetara.
- Gurutina.
- Mateo.
- Namiapí.
- Orosí.
- Papagayo.
- Paro.
- Osa.
- Pocosi.
- Sapandí (Zapandí).
- Zaque.

### Otros reyes y señores
- Camaquiri, rey de Suerre.
- Coaza, rey de lengua náhuatl en la cuenca del Sixaola.
- Cocorí, rey de Suerre.
- Coquiva, rey de Pacaca
- Correque, rey de los huetares de oriente, bautizado como don Fernando Correque, señor y encomendero de Tucurrique.
- Don Alonso Correque, señor y encomendero de Tucurrique.
- Corrohore, rey de Quepo.
- Coyoche, rey de los chorotegas entre los ríos Jesús María y Grande de Tárcoles
- Garabito, rey de los huetares de Occidente.
- El Guarco, rey de los huetares de Oriente.
- Nambí, rey de Nicoya, bautizado como don Alonso.
- Yorustí, rey de Toyopán

Reyes mencionados en el otorgamiento de encomiendas hecho en 1569 por el gobernador Pero Afán de Ribera y Gómez:
- Abacara y Atara, reyes de Tariaca.
- Abat, rey de Xupragua (Sufragua).
- Abat, rey de Abacitaba.
- Abebara, Quecoara, Duytari y Turere, reyes de Mesabarú.
- Aquecerrí, rey de Aquecerrí (Aserrí).
- Atao, rey de Corroci, Corosí o Corocí.
- Beara, rey de Uxua.
- Caña, Sacora, Abucarra y Cebaca, reyes de Couto.
- Cerbican, Boquinete y Narigueta, reyes de Aoyaque.
- Chumazara y Aquitava, reyes de Cot o Coo.
- Cocoa, rey de Duxua.
- Coquiva, rey de Pacaca.
- Corrohore, rey de Quepo.
- Cutiura, rey de Atirro.
- Daraycora y Muameari, reyes de Aracara.
- Garabito (rey de los huetares de Occidente).
- Guarazí, rey de Curcubite.
- Guarco, rey de Purapura.
- Guayabi, rey de Boruca.
- Guazara, rey de Pariagua (Parragua).
- Morure, rey de Anaca.
- Pixtoro, rey de Quircot
- Pucuca, rey de Chirripó.
- Quicaroba, rey de Carucap.
- Tabaco y Huerra, reyes de Turrialba la Grande.
- Taboba, rey de Puririce.
- Taraquiri, rey de Guacara.
- Tibaba, rey de Bore.
- Toraba, rey de Uru y Turriu.
- Toracci, rey de Buxebux.
- Urrira, rey de Ibacara.
- Uxiba, rey de Arira.
- Uzero, rey de Moyagua.
- Xalpas, rey de Bexu.
- Xarcopa, rey de Orosi.
- Ximuara, rey de Caraquibou.
- Yabecar, rey de Uxú.
- Zabaca, rey de Tuyotique (Teotique).

### SigloXVII
En el siglo XVII los españoles utilizaban oficialmente la palabra cacique para referirse a los jefes indígenas de Costa Rica, ya que las leyes de Indias prohibían utilizar las denominaciones de rey o señor. Entre otros aparecen citados en los documentos:
- Don Antonio Carebe, cacique de Tariaca.
- Coreneo, cacique de Tierra Adentro.
- Darfima, señor de Usabarú.
- Don Diego Garabito, cacique de los huetares, alcalde de Turrialba.
- Don Juan Quetapa, cacique de Parragua.
- Guaycorá, rey de los cabécares de Talamanca.

### SigloXVIII
- Pablo Presbere, rey bribri de Suinse.
- Comesala, rey de los cabécares de Talamanca.

### SigloXIX
- Birche, rey de Talamanca.
- Chirimo, rey de Talamanca.
- William Forbes, rey de Talamanca.
- Santiago Mayas, rey de Talamanca.
- Antonio Saldaña, rey de Talamanca.

### SigloXX
- Pedro Bejarano Palacios, cacique de la etnia ngäbe desde los años 60s hasta su fallecimiento en 2012.

### SigloXXI
- Pedro Palacios Romero, cacique de la etnia ngäbe desde 2013, sucesor de su padre Pedro Bejarano Palacios.